# Sol och stål
Sol och stål (japanska: 太陽と鉄, Taiyō to Tetsu) är en essä av Yukio Mishima från 1968 som avhandlar författarens relation till sin kropp. Den kom ut på svenska 2006, i översättning av Vibeke Emond. I essän berättar Mishima om hur han mist sin tilltro till språket och i stället ser byggandet av den egna kroppen, med hjälp av verktygen sol och stål, som den främsta formen av konst.